# Техасский медицинский центр
Техасский медицинский центр (англ. Texas Medical Center) — крупнейший в мире медицинский центр, расположенный в Хьюстоне (штат Техас, США). Ежегодно центр обслуживает 8 миллионов визитов пациентов и совершает более 180 тысяч хирургических операций. В центре работает свыше 106 тысяч человек, в том числе свыше 28 тысяч специалистов (врачей, учёных и исследователей).
Центр включает в себя 54 учреждения: 21 больницу, 3 здания общественных организаций здравоохранения, 6 учреждений по уходу, 8 научно-исследовательских институтов, 2 университета, 3 медицинские школы, 2 фармацевтические школы, стоматологическую школу и 13 вспомогательных учреждений.
В центре находится крупнейший в мире онкологический центр им. М. Д. Андерсона, неизменно считающийся лучшим онкологическим центром в США за последние 23 года. Техасский институт сердца проводит свыше 13,6 тысяч операций на сердце в год и также входит в десятку самых лучших больниц США по сердцу.